# We Own This City - Potere e corruzione
We Own This City - Potere e corruzione (We Own This City) è una miniserie televisiva statunitense diretta da Reinaldo Marcus Green e scritta da George Pelecanos e David Simon. È basata sull’omonimo libro del corrispondente Justin Fenton del Baltimore Sun. La miniserie ha debuttato su HBO il 25 aprile 2022. In Italia è stata trasmessa su Sky Atlantic dal 28 giugno al 12 luglio 2022.

## Trama
La serie, quasi un seguito di The Wire, racconta abilmente la caduta di una squadra d’élite del Dipartimento della Polizia di Baltimora, indagata in seguito ad una serie di abusi, corruzioni e violenze, perpetrate approfittando della crisi sociale, politica ed economica in cui versa la città. Da una storia vera. 

## Puntate
| nº | Titolo     | Prima TV USA   | Prima TV Italia |
| -- | ---------- | -------------- | --------------- |
| 1  | Part One   | 25 aprile 2022 | 28 giugno 2022  |
| 2  | Part Two   | 2 maggio 2022  | 28 giugno 2022  |
| 3  | Part Three | 9 maggio 2022  | 5 luglio 2022   |
| 4  | Part Four  | 16 maggio 2022 | 5 luglio 2022   |
| 5  | Part Five  | 23 maggio 2022 | 12 luglio 2022  |
| 6  | Part Six   | 30 maggio 2022 | 12 luglio 2022  |

## Personaggi e interpreti

### Principali
- Wayne Jenkins, interpretato da Jon Bernthal, doppiato da Riccardo Scarafoni.
Figura centrale nel dipartimento di polizia di Baltimora della Gun Trace Task Force (GTTF).
- Nicole Steele, interpretata da Wunmi Mosaku, doppiata da Letizia Scifoni.
Avvocatessa assegnata alla divisione diritti civili del dipartimento della giustizia.
- Sean M. Suiter, interpretato da Jamie Hector, doppiato da Nanni Baldini.
Detective della omicidi del dipartimento di polizia di Baltimora invischiato nel caso GTTF.
- Daniel Hersl, interpretato da Josh Charles, doppiato da Riccardo Rossi.
Agente del dipartimento di polizia di Baltimora coinvolto nel GTTF.
- Momodu "G Money" Gondo, interpretato da McKinley Belcher III, doppiato da Dodo Versino.
Veterano del dipartimento di polizia di Baltimora e membro GTTF.
- Jemell Rayam, interpretato da Darrell Britt-Gibson, doppiato da Gabriele Vender.
Agente del dipartimento di polizia di Baltimora coinvolto nel GTTF.
- Maurice Ward, interpretato da Rob Brown, doppiato da Simone Crisari.
Agente in borghese coinvolto nel GTTF.
- David McDougall, interpretato da David Corenswet, doppiato da Emanuele Ruzza.
Investigatore veterano della squadra speciale narcotici della contea di Harford.
- Erika Jensen, interpretata da Dagmara Domińczyk, doppiata da Chiara Colizzi.
Agente FBI che indaga sulla GTTF.
- John Sieracki, interpretato da Don Harvey, doppiato da Pasquale Anselmo.
Agente del dipartimento di polizia di Baltimora assegnato alla squadra speciale di corruzione pubblica che aiuta l’FBI.
- Scott Kilpatrick, interpretato da Larry Mitchell, doppiato da Massimo Bitossi.
Investigatore veterano della unità narcotici della polizia della contea di Baltimora.

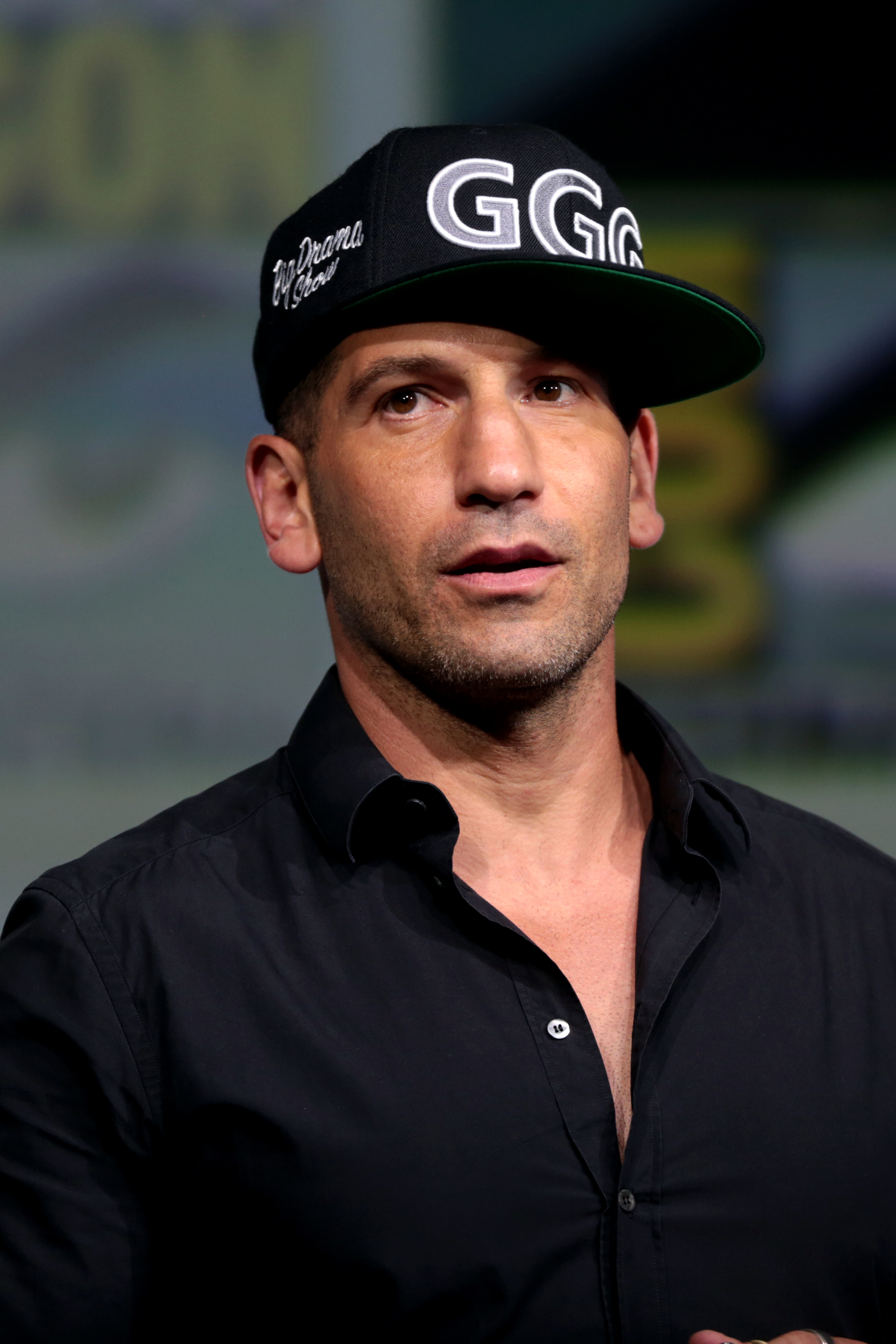
Jon Bernthal
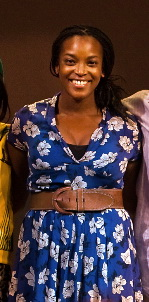
Wunmi Mosaku
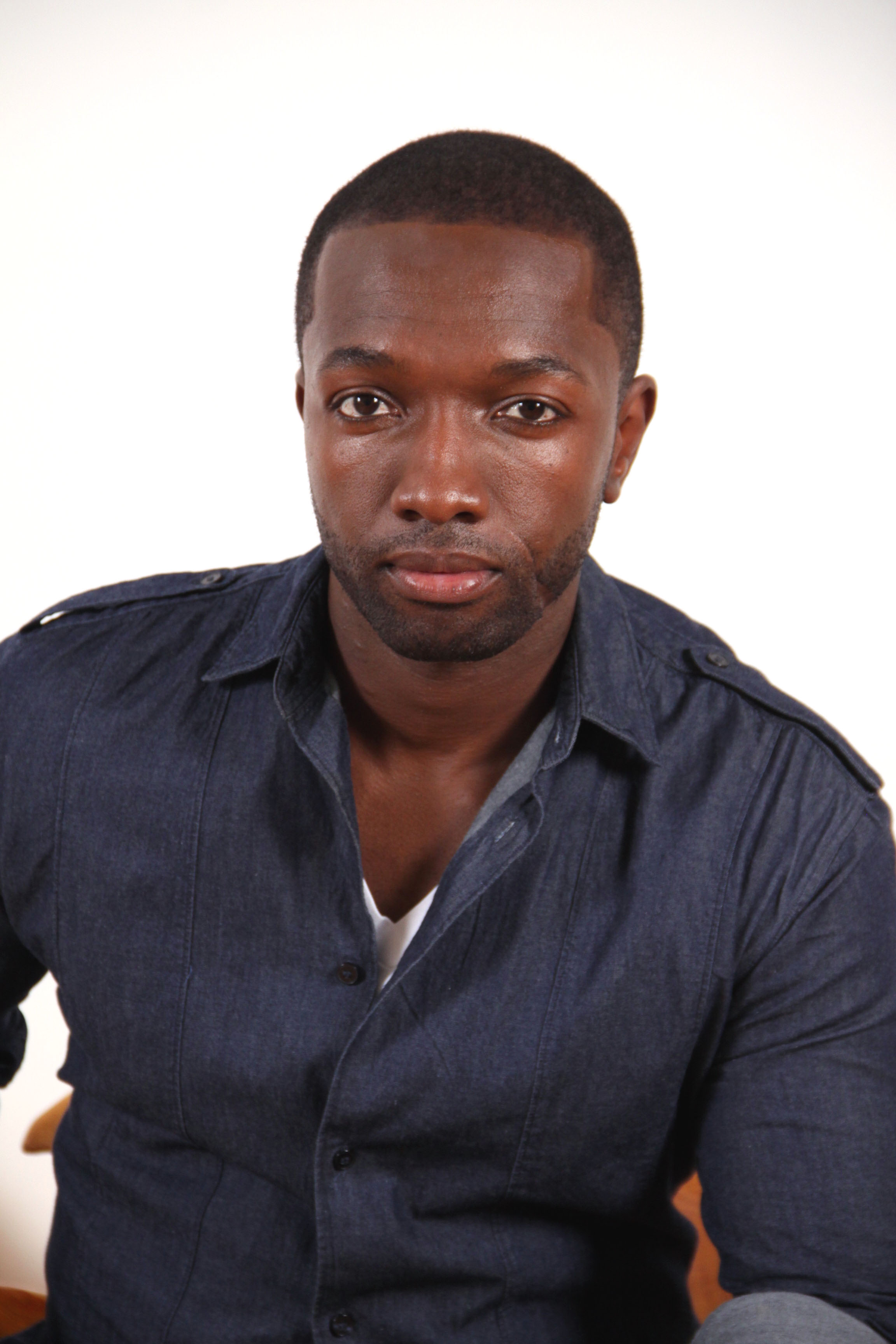
Jamie Hector
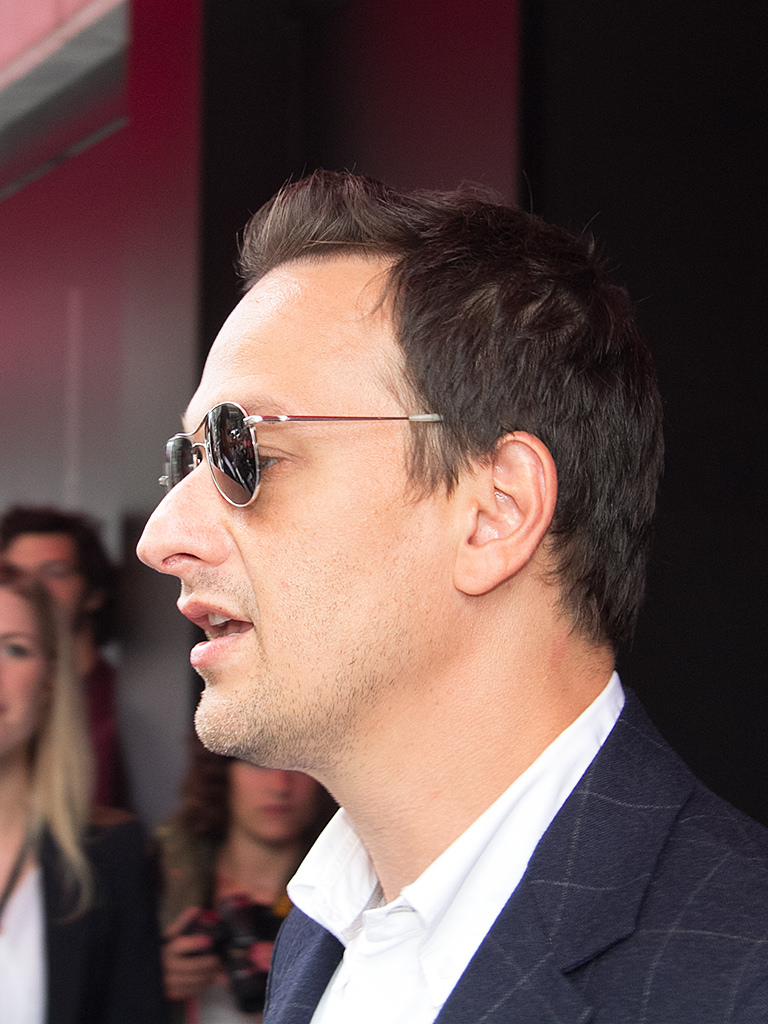
Josh Charles
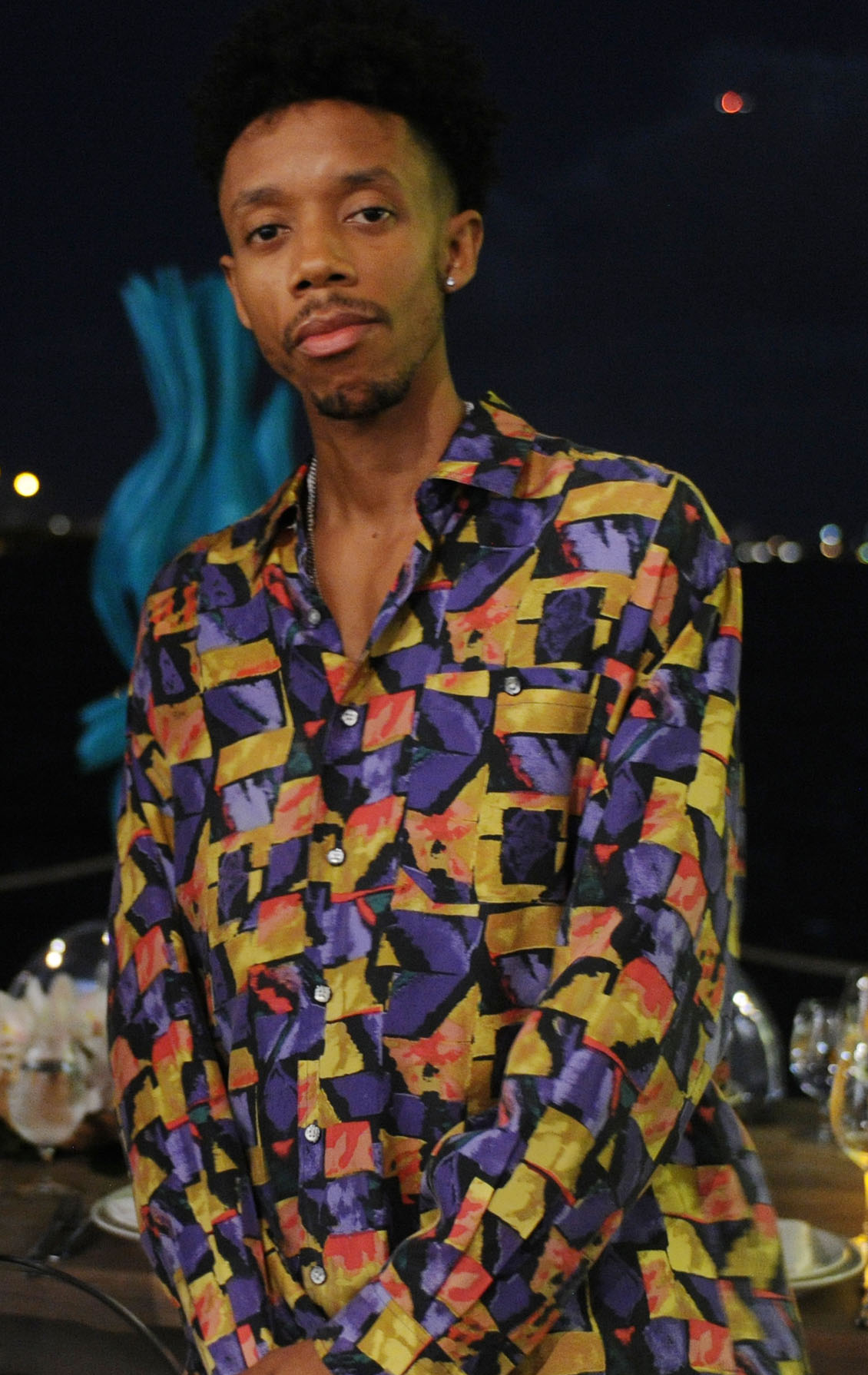
Darrell Britt-Gibson
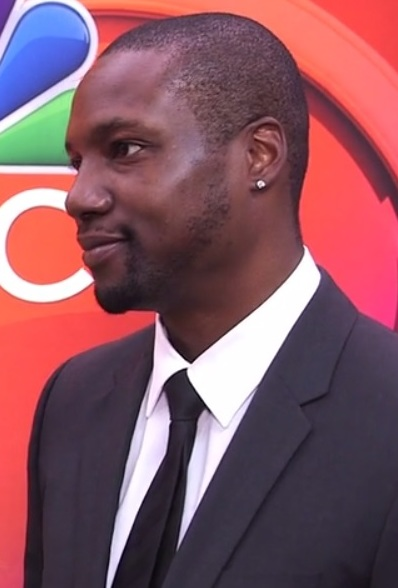
Rob Brown
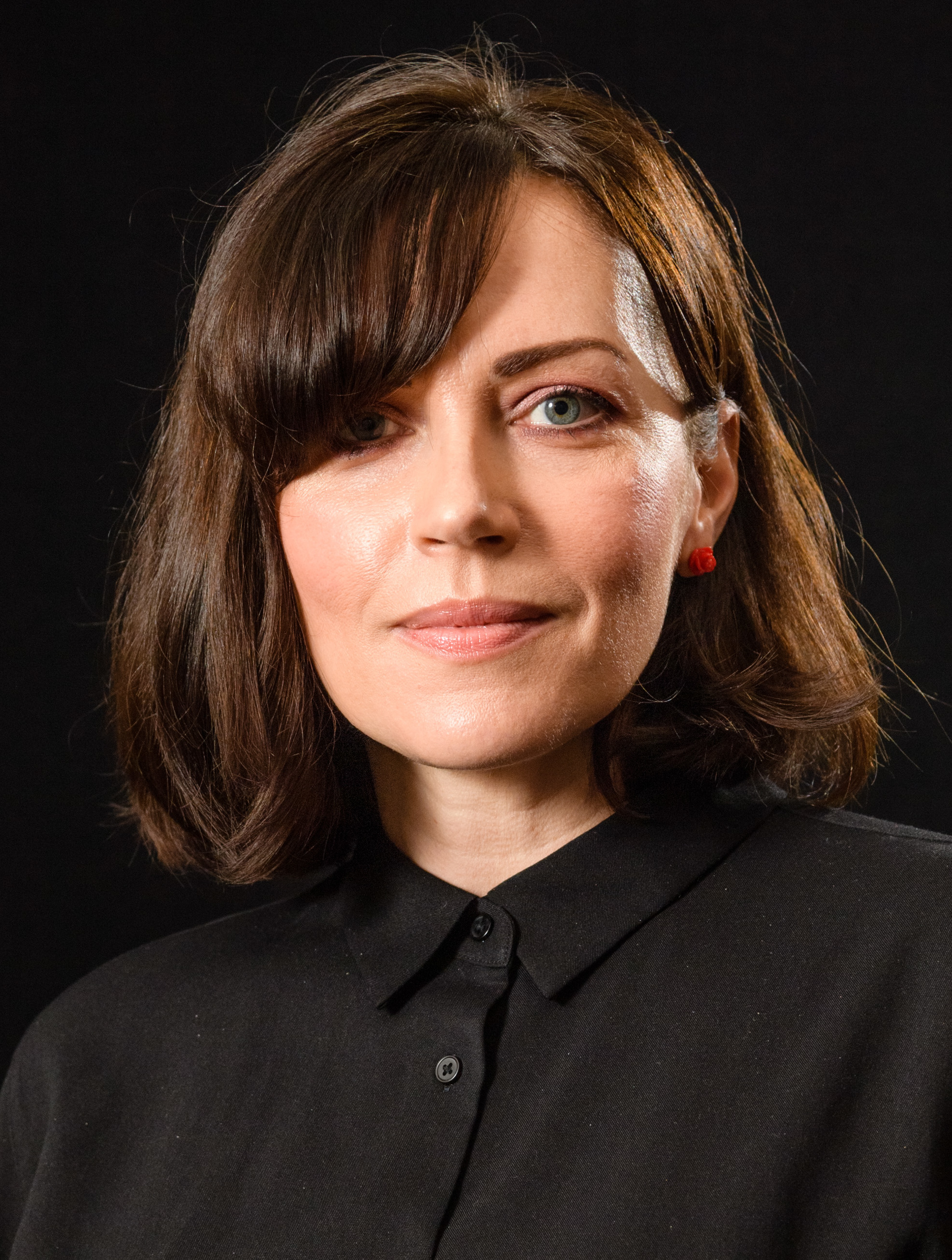
Dagmara Domińczyk
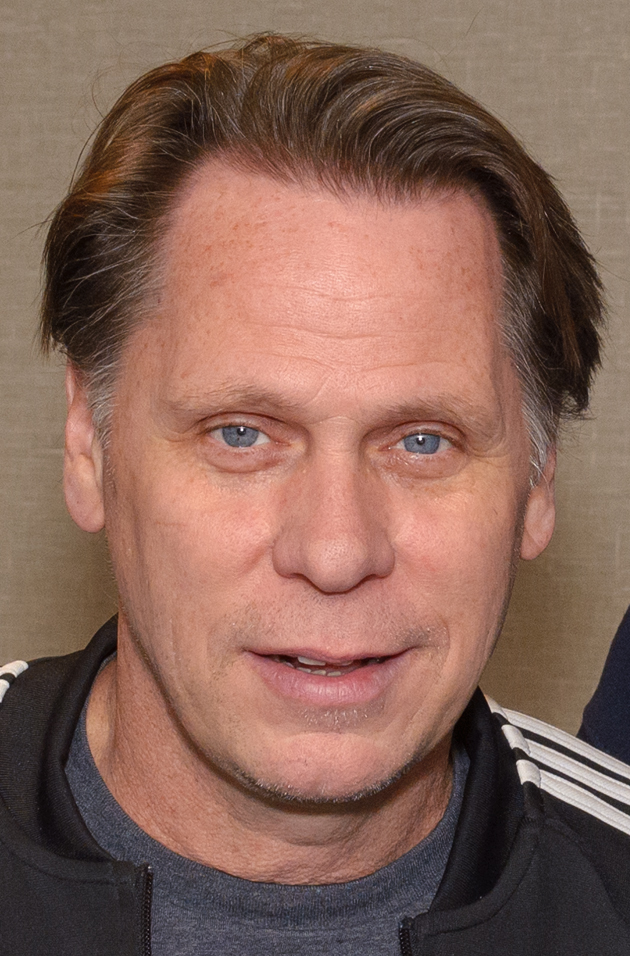
Don Harvey

### Ricorrenti
- Ahmed Jackson, interpretato da Ian Duff, doppiato da Manuel Meli.
Ex avvocato patrocinante del dipartimento della giustizia degli Stati Uniti d'America che ora lavora per l’ufficio dei diritti civili.
- Kevin Davis, interpretato da Delaney Williams, doppiato da Stefano Alessandroni.
Commissario di polizia del dipartimento di Baltimora.
- Leo Wise, interpretato da Lucas Van Engen, doppiato da Enrico Pallini.
 Procuratore federale assegnato al caso GTTF.
- Brian Grabler, interpretato da Treat Williams, doppiato da Angelo Maggi.
Detective di Baltimora in pensione che ora insegna all’accademia di polizia.
- Andrea Smith, interpretata da Gabrielle Carteris, doppiata da Francesca Guadagno.
Capo della Organized Crime Drug Enforcement Task Force.
- Gordon Hawk, interpretato da Tray Chaney, doppiato da Paolo Vivio.
Recente acquisto della squadra speciale narcotici della contea di Harford.
- Stephen Brady, interpretato da Domenick Lombardozzi, doppiato da Roberto Certomà.
Presidente del fraterno ordine di polizia della città di Baltimora.
- Jaquan Dixon, interpretato da Jermaine Crawford, doppiato da Raffaele Carpentieri.
Giovane poliziotto del dipartimento di polizia di Baltimora.
- Brian Hairston, interpretato da Chris Clanton, doppiato da Riccardo Burbi.
Agente del dipartimento di polizia di Baltimora.
- Dean Palmere, interpretato da Christopher R. Anderson, doppiato da Alessandro Capra.
Vicecommissario del dipartimento di polizia di Baltimora.

## Produzione
Nel marzo 2021 HBO ha commissionato una miniserie di sei puntate basata sul libro We Own This City: A True Story of Crime, Cops and Corruption del giornalista investigativo Justin Fenton del Baltimore Sun, sceneggiata da David Simon e George Pelecanos.

### Riprese
Nel maggio 2021 è stato confermato che Reinaldo Marcus Green avrebbe diretto la miniserie. La lavorazione iniziò nel luglio seguente con le riprese avvenute a Baltimora. La produzione è stata temporaneamente fermata per una settimana nel settembre a causa del COVID-19.

### Casting
Nel maggio 2021 Jon Bernthal, Josh Charles, Jamie Hector sono entrati nel cast nei ruoli principali. Darrell Britt-Gibson, Rob Brown, McKinley Belcher III, Larry Mitchell e Wunmi Mosaku si sono aggiunti al cast nel giugno seguente. In agosto, altri casting sono stati annunciati, inclusi Dagmara Domińczyk, Don Harvey, Delaney Williams, David Corenswet, Ian Duff, Lucas Van Engen, Gabrielle Carteris, Treat Williams e Domenick Lombardozzi.

## Accoglienza
Sull'aggregatore di recensioni Rotten Tomatoes la miniserie ottiene il 93% delle recensioni professionali positive, con un voto medio di 8,30 su 10 basato su 56 critiche, mentre su Metacritic ha un punteggio di 83 su 100 basato su 23 recensioni.